# 観世長俊
観世 長俊（かんぜ ながとし、長享2年（1488年）? - 天文10年（1541年）?）は、戦国時代に活動した猿楽師。父・小次郎信光と同様に観世座の「脇之為手」として大夫を支え、また能作者として「江野島」「大社」「正尊」「輪蔵」などの作品を残した。弥次郎（やじろう）とも称する。

## 経歴
観世小次郎信光の子として、1488年（長享2年）頃に生を受ける。父・信光は3世観世大夫・音阿弥の第7子で、観世座の大鼓方役者として活躍するとともに、多くの能を創作し、特に前代までと一線を画す風流性の豊かな作品で知られる。
長俊は観世座の脇之為手としての道を歩んだ。『四座之役者』によれば金剛座の脇之為手・金剛四郎次郎（一時観世座に引き抜かれていた）に師事したとされるが、四郎次郎の金剛座復帰の時期などから考えると疑わしい。
一方で父同様に能作者としての活動も始め、永正3年（1506年）、19歳の時に「老子（重耳）」を父の添削を受けながら創作している。その父・信光は永正13年（1516年）に没する。同年7月13日の奥付がある長俊直筆の「当麻」の謡本が現存するが、これは父の初七日の供養として書写したものらしい。
成人した長俊は、伯父・観世四郎（左衛門）、およびその後を嗣いだ同名の四郎（左衛門）父子に次ぐ脇之為手として活躍した。また父・信光と同じく詞章の改正に携わり、謡の名手であったことも窺われる。
大永3年（1523年）、従兄弟に当たる6世観世大夫元広が死去し、15歳の元忠が7世大夫として後を嗣いだ。以後は年若い元忠とともに活動し、享禄3年（1530年）元忠が京五条玉造で催した勧進能にも出演している。『四座役者目録』などは、長俊が元忠を名人に育て上げたと記すが、指導を行ったことは事実であるものの、元忠との仲は終始円満というわけではなかった。
天文2年（1533年）、伊豆・熱海に湯治に赴く。翌天文3年正月12日、三条西実隆の邸に参上し、同地を舞台とした新作「江野島」を披露している（『実隆公記』）。
この天文3年を最後に確かな活動の記録は残っていない。『四座役者目録』は天文10年（1541年）没としこれが通説となっているが、確証はない。胃ガンを患いながらも勧進能の舞台に立ち、その後死去したとの伝承が残るが（『長俊授息書』）、その真偽・正確な時期ともに不明である。天文8年（1539年）、細川邸で行われた演能では弥次郎の子・小次郎元頼が大夫元忠の代役を勤めており、この頃にはすでに引退するか死去していたらしい。

## 子息など
嫡男・小次郎元頼は自身と同様に脇之為手の名人として活躍し、彼の節付による多くの謡本が残されている。その子には早世した弥次郎のほか、脇方から謡専門に転じた又九郎（了室）、8世大夫元尚に嫁いだ娘などがおり、この娘は9世大夫身愛（黒雪）を生んだ。また元頼の芸系は、観世座の脇方を勤めた福王流に繋がっている。
ほかの男子には古津宗印があり、細川藩のお抱え役者となった。
娘は小鼓観世家の祖である彦右衛門豊次（宗拶、長俊から見れば甥に当たる）に嫁ぎ、その孫に『四座役者目録』の編者として知られる正右衛門元信が出ている。

## 能作者として

### 作品

#### 曲柄別の作品一覧
吉田兼将が記した作者付『能本作者注文』は、長俊の作品として25番を挙げる。本書は奥書に従えば1524年（大永4年）、長俊の直談を元に、能の曲名と各曲の作者をまとめたものであり、これらの25番については長俊作であることがまず間違いない。
現存する長俊の作品は、曲柄別に以下のように分類される。
女神物
厳島
異神物
大社
荒神物
江野島、異国退治
老精物
花軍
執心男物
樒塚
斬合物
正尊、親任、広元、岡崎（花小汐）
特殊物
輪蔵、老子（重耳）
霊験物
河水
天狗物
葛城天狗、長卿寺
鬼物
降魔、呂后
鬼退治物
みうへが嶽
またこのほか「惟春」、「木玉」、「孫子」、「千手」、「竜王」、「しうらう（鐘楼か）」が同書に挙げられているが、散逸している。
これらの曲のうち、「江野島」、「大社」、「正尊」、「輪蔵」の4番が現行曲として演じられている。また、「河水」が黒川能の演目となっている。

#### 主な作品

##### 江野島
江島とも。欽明天皇の勅使が江の島を訪れ、漁翁から江の島湧出の経緯と竜口明神の縁起を聞く。やがて漁翁は五頭龍王の本体を顕わし、妻の弁財天女とともに御代を守ることを告げる。本来の形である替間とともに、延年風流系統の芸態を持つ。

##### 正尊
『平家物語』にある、土佐坊昌俊の源義経邸夜討を題材とする。上洛してきた土佐正尊（昌俊）を頼朝の討手とみた義経は、弁慶に命じて正尊を引っ立てさせる。正尊は起請文を書いてその場を逃れ、果たしてその晩義経邸を襲うが、待ち構えていた弁慶に生け捕られる。
正尊・弁慶のいずれをシテとも決め難く、その点長俊的な作風である。現行では観世流・宝生流・喜多流が正尊をシテ・弁慶をワキとし、金春流・金剛流が弁慶をシテ・正尊をツレとする。

##### 河水
番外曲。震旦国で突然大河が涸れ、勅使が派遣される。その前に現れた竜女は、廷臣の中から然るべき人を自らの夫とするように求め、それに応じ志願した一人の臣下と結ばれる。後日宮中で、竜宮から捧げられた太鼓が鳴り響く。この太鼓は兵乱に応じて自ずから鳴るというもので、果たして隣国の敵将が宮中まで攻め寄せてくる。そこへ竜王となった先の臣下、そして太鼓の精が現われ、これに助けられて無事、帝は敵将を討つ。
「きらびやかな扮装の人物をできるだけ多く登場させ、次々と働かせてみせることがねらい」と見られる能。登場人物は13人に及び、さらにこれに立衆も加わるため、通常の能舞台ではなく神社の回廊などでの上演が予定されたものとも思われる。

##### 親任
番外曲。上野・大聖寺の本堂に乗り込んだ那波将監成澄が、この寺の稚児・花菊の命を要求し、断れば本尊もろとも本堂を焼き払うと告げる。花菊の師・尊堯、花菊の弟・千満がそれぞれ自ら犠牲になって花菊を救おうとするが、花菊はそれを断り、乳母子の親任に千満をつれて逃れるよう諭す。その間に能力（寺男）が、成澄を酒に酔わせて本尊を救い出す。ここに尊堯たちは成澄に攻めかかり、ついに花菊兄弟が成澄を討ち取る。
「長俊の現在能の行き方を端的に示す作」との評があるとおり、どの役をシテとも定めづらく、それどころか「シテ抜きの能」とさえ言えるような構成で、シテ中心主義的な能とは対極にある作品。

### 作風

#### 視覚面を重視した演出
長俊の作品は大別すると、「眷属を引きつれた異神・荒神・女神の出現する脇能物」、「武士同士の闘争斬合物」、「異類の打合や怨霊退治を中心趣向とするもの」の3種に分けることができる。
父・信光の「ショー的・スペクタクル的演出」「シテを特定しにくい様な多様な役柄の登場」「空想的異国趣味」といった特徴を受け継ぎつつ、さらに視覚的な解りやすい演出を追及している点に特色がある。大道具である作リ物を「輪蔵」「河水」「葛城天狗」といった曲で活用しており、特に「輪蔵」の回転する経蔵については、「能の作リ物の中で最も手がこんでいる上美しい」とされる。作リ物のほか、装束・脚色においても同様の視覚的工夫が凝らされ、「装飾的」な作風と評される。
そのほとんどの作品には斬合・打合の場面があり、また「霊験物における並列的演出」、「武士物における濃厚な地方色・在地性」などの特徴ともども、戦国時代という世相の反映が指摘されている。

#### 「典拠と作品との直結」
長俊作品の詞章は、「正尊」における『平家物語』を初め、典拠となる文章などからの直接的・即物的引用が目立つことが指摘される。また先行作品の能からの引用、決まり文句と言うべき同じ表現の多用なども特徴的である。
これは演出においても同様で、逆に、長俊自身の創作による登場人物・演出が見られる作品は見出すことができないという。いわば長俊の作能は、典拠となる説話などを「そのまま能にしていく」ものであり、そうした典拠に忠実な舞台化が結果的に、派手で大がかりな演出など「能らしくない能」と評される一連の作品を生んだ、との江口文恵による指摘がある。

### 評価
長俊の作品はその子・小次郎元頼の没後にはほとんどが演じられなくなる。その後稀曲を好んだ徳川綱吉・家宣の周辺で「輪蔵」「厳島」「河水」「花軍」「呂后」が演じられるなど、謡の普及もあって江戸中期以降再び上演の機会が増えた。しかし長俊の能は、その長大な引用、大がかりな作リ物の使用など、その作品の多くが「「能」の枠から大きくはみ出したもの」であり、上演の際には、詞章の削減、作リ物の省略などの簡略化や、演出の変更が行われることとなった。
近代以降の研究において作者としての長俊は、父・信光の「亜流」と見られることが多く、評価は必ずしも高くない。たとえば『能楽全書』において能勢朝次は、「其の詞章の文才に到つては、到底父信光には及ばず、詩味豊かなるものとは評し難い。現行曲に、わづかに正尊・江の島・大社・輪蔵の四曲が生命を保つてゐるのみであるのも、如何にもと首肯せられるものがある」と否定的に評している。
一方で西野春雄は、「呂后」などに見られる怪奇趣味、また前述したような視覚的装飾性に富んだ作風は、近世の歌舞伎に繋がるものであるとし、その歴史的意義について「中世演劇の最後を告げるとともに、つぎに来る近世演劇の萌芽さえ感じさせる長俊の作風は演劇史の上でも看過し得ない」と評価している。
長俊以後も能は盛んに作られたが、その大部分は定着することなく淘汰されている。したがって一般的に知られている能作者としては、長俊は最後の人物である。